# 王艮仲
王艮仲（1903年7月18日—2013年6月1日），名師和，江苏省南汇县（现属上海市）人，中国政治人物。

## 生平
中央大學第一屆畢業，畢業後返家鄕辦理地方福利事業，戰時發動組織浦東遊擊隊，後任淞滬黨政軍聯合辦事處總幹事，旋任中國國民黨江蘇省黨部執行委員，江蘇省政府江南行署政務處長，卅三年組織通益企業公司，被選為董事長，旋改為中國建設服務社，仍當選理事長，同時兼浦東地方建設公司常務董事兼總經理，中國建設印務公司董事長，中國地方行政研究所理事長，中國建設出版社社長，江蘇省政府委員，前綫日報董事長，東南漁業公司總經理，江蘇省第三選區選出的制憲國民大會代表、第一屆立法委員
中国民主建国会中央委员会原常务委员、副秘书长、顾问，中华职业教育社原副理事长，第三、四、五、六、七、八届全国政协委员。